# Malaxis trukensis
Malaxis trukensis är en orkidéart som först beskrevs av Noriaki Fukuyama, och fick sitt nu gällande namn av Francis Raymond Fosberg och Marie-Hélène Sachet. Malaxis trukensis ingår i släktet knottblomstersläktet, och familjen orkidéer. Inga underarter finns listade i Catalogue of Life.